# Ханькі
Ханькі (пол. Chańki) — село в Польщі, у гміні Милейчиці Сім'ятицького повіту Підляського воєводства.